# Campeonato Europeo de Patinaje Artístico sobre Hielo de 1990
El LXXXI Campeonato Europeo de Patinaje Artístico sobre Hielo se realizó en Leningrado (URSS) del 30 de enero al 4 de febrero de 1990. Fue organizado por la Unión Internacional de Patinaje sobre Hielo (ISU) y la Federación Soviética de Patinaje sobre Hielo.

## Resultados

### Masculino
| Puesto | Nombre                 | País            | Puntos |
| ------ | ---------------------- | --------------- | ------ |
| Oro    | Víktor Petrenko        | Unión Soviética |        |
| Plata  | Petr Barna             | Checoslovaquia  |        |
| Bronce | Viacheslav Zagorodniuk | Unión Soviética |        |

### Femenino
| Puesto | Nombre           | País                | Puntos |
| ------ | ---------------- | ------------------- | ------ |
| Oro    | Evelyn Grossmann | Alemania Occidental |        |
| Plata  | Natalia Lebedeva | Unión Soviética     |        |
| Bronce | Marina Kielmann  | Alemania Occidental |        |

### Parejas
| Puesto | Nombre                                 | País            | Puntos |
| ------ | -------------------------------------- | --------------- | ------ |
| Oro    | Yekaterina Gordéyeva / Serguéi Grinkov | Unión Soviética |        |
| Plata  | Larisa Selezniova / Oleg Makarov       | Unión Soviética |        |
| Bronce | Natalia Mishkutiónok / Artur Dmítriyev | Unión Soviética |        |

### Danza en hielo
| Puesto | Nombre                               | País            | Puntos |
| ------ | ------------------------------------ | --------------- | ------ |
| Oro    | Marina Klímova / Serguéi Ponomarenko | Unión Soviética |        |
| Plata  | Maya Usova / Aleksandr Zhulin        | Unión Soviética |        |
| Bronce | Isabelle Duchesnay / Paul Duchesnay  | Francia         |        |

## Medallero
| Núm. | País                | Oro | Plata | Bronce | Total |
| ---- | ------------------- | --- | ----- | ------ | ----- |
| 1    | Unión Soviética     | 3   | 3     | 2      | 8     |
| 2    | Alemania Occidental | 1   | 0     | 1      | 2     |
| 3    | Checoslovaquia      | 0   | 1     | 0      | 1     |
| 4    | Francia             | 0   | 0     | 1      | 1     |
|      | TOTAL               | 4   | 4     | 4      | 12    |